# NGC 4741
NGC 4741 est une vaste galaxie spirale relativement éloignée et située dans la constellation des Chiens de chasse. Sa vitesse par rapport au fond diffus cosmologique est de 9 044 ± 14 km/s, ce qui correspond à une distance de Hubble de 133,4 ± 9,3 Mpc (∼435 millions d'al). NGC 4741 a été découverte par l'astronome germano-britannique William Herschel en 1788.
La classe de luminosité de NGC 4741 est III-IV et elle présente une large raie HI.
À ce jour, quatre mesures non basées sur le décalage vers le rouge (redshift) donnent une distance de 108,500 ± 3,697 Mpc (∼354 millions d'al), ce qui est à l'extérieur des valeurs de la distance de Hubble, mais compatible avec celles-ci. Notons que c'est avec la valeur moyenne des mesures indépendantes, lorsqu'elles existent, que la base de données NASA/IPAC calcule le diamètre d'une galaxie et qu'en conséquence le diamètre de NGC 4741 pourrait être d'environ 58,2 kpc (∼190 000 al) si on utilisait la distance de Hubble pour le calculer.